# Carl Lumbly
Carl Lumbly, född 14 augusti 1951 i Minneapolis, är en amerikansk skådespelare.
Lumbly har bland annat medverkat i TV-serierna The Fall of the House of Usher och Obliterated. Han har även medverkat i filmen Captain America: Brave New World.

## Filmografi (i urval)
- 2001–2006 – Alias (TV-serie)
- 2004–2006 – Justice League Unlimited (TV-serie)
- 2000 – The Little Richard Story
- 2000 – Men of Honor
- 2010 – Black Panther (TV-serie)
- 2023 – The Fall of the House of Usher (TV-serie)
- 2023 – Obliterated (TV-serie)
- 2024 – The Life of Chuck
- 2025 – Captain America: Brave New World